# 山口英樹
山口 英樹（やまぐち ひでき）は、日本の総務官僚。宮崎市助役、神奈川県県民部長、内閣官房内閣審議官、消防庁次長などを歴任した。退官後、日本防火・危機管理促進協会理事長、自治大学校客員教授。

## 人物・経歴
鹿児島県国分市出身。鹿児島県立国分高等学校を経て、1988年東京大学法学部卒業、自治省入省。長崎県雲仙岳災害復興室長等を経て、2000年宮崎市助役。2002年消防庁防災課広域応援対策官。神奈川県県民部長等を経て、2009年内閣官房内閣参事官（内閣官房副長官補付）兼拉致問題対策本部事務局総務・拉致被害者等支援室長、内閣府大臣官房参事官兼拉致被害者等支援担当室長。
2011年消防庁防災課長。2015年消防庁総務課長。地方公共団体情報システム機構理事を経て、2018年内閣官房内閣審議官（内閣官房副長官補付）。2020年消防庁次長。2021年日立製作所社会ビジネスユニット公共システム事業部特別顧問。日本防火・危機管理促進協会理事長、自治大学校客員教授も務めた。